# د. ستيفن لونغ
د. ستيفن لونغ (بالإنجليزية: D. Stephen Long)‏ هو عالم عقيدة أمريكي، ولد في 31 يناير 1960.